# 高野山電気鉄道101形電車

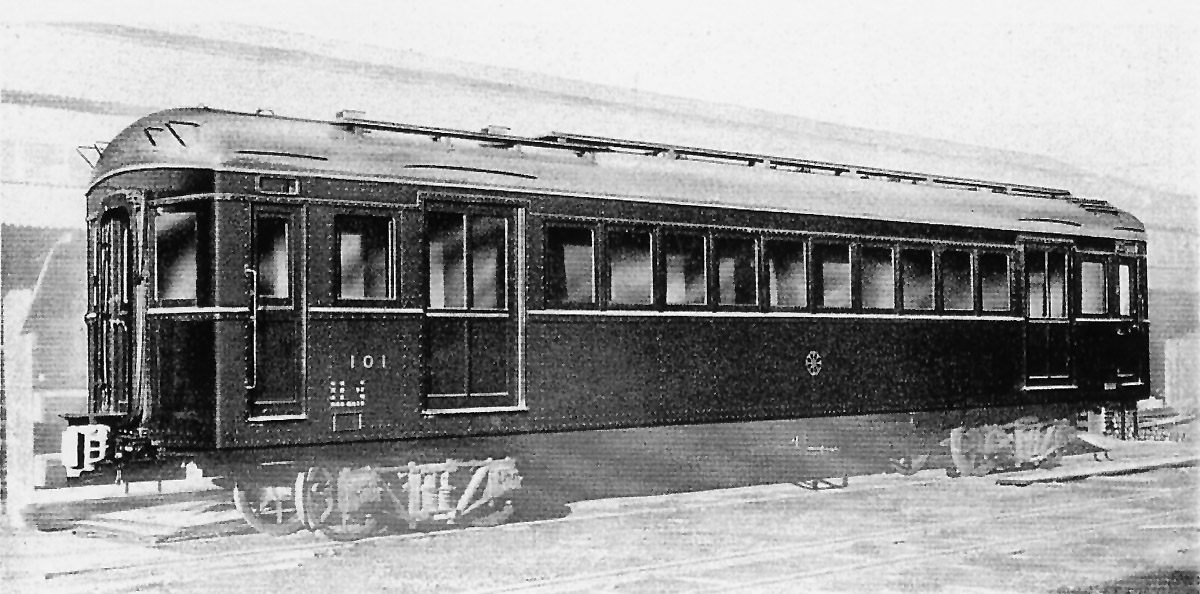
高野山電気鉄道デ101形デ101
メーカーカタログ写真。
機器の艤装前で台車は輸送用の仮台車。

高野山電気鉄道101形電車（こうやさんでんきてつどう101がたでんしゃ）とは、高野山電気鉄道（現在の南海高野線高野下駅 - 極楽橋駅間と南海鋼索線を運行していた会社）に在籍した通勤形電車の1形式。正式にはデ101形と称した。後に南海電気鉄道所属となりモハ561形と改名している。本稿では、同系の荷物室合造車であるデニ501形を含めて述べることとする。

## 概要
高野山電気鉄道は1928年6月に南海鉄道（南海電気鉄道の前身）高野線に接続する高野下 - 神谷間の部分開業に伴い営業を開始し、翌年神谷 - 極楽橋間を開業、全通している。この営業開始に備えて1928年6月に日本車輌製造本店にてデ101形8両（デ101 - 108）とデニ501形2両（デニ501・502）が製作された。この路線は50‰の急勾配と急曲線が連続するため、これに対応した特殊装備を多く備えていたのが特徴である。開業当初は高野山電気鉄道線の架線電圧が直流1,500Vであったため1,500V専用車として新造されたが、1932年に南海鉄道との相互乗り入れを実施し難波駅まで乗り入れるにあたり、高野山電気鉄道線全線の架線電圧が南海と同じ直流600Vに引き下げられることとなったため、600V専用車に改造された。

## 車体
当時まだ珍しかった全鋼製車体であった。初期の鋼製車の特徴であるリベットを多用、屋根も深く厳めしい印象がある車体で、いかにも険しい山登りをする電車という風情であった。車体長は15m級ながら自重は全鋼製車体の採用と特殊装備のために車体重量が14.5~15t、自重トータルでは36tと車体寸法の割に重くなった。窓配置はd1D10D1d（デ101形）またはdD1D9D1d（デニ501形・荷物室は高野下方）、側窓は1段下降式であった。当時の郊外電車としては珍しく全室式の両運転台装備で正面は荷物室側を除いて貫通路付の3枚窓、荷物室側のみ非貫通の3枚窓であった。山岳区間走行に備えて大きなヘッドライトを屋根に左右に分けて2個装備していたのが大きな特徴で、「二ツ目玉」などのあだ名がつけられた。

## 主要機器

### 主電動機
主電動機はゼネラル・エレクトリック製GE-281Aを各台車に2基ずつ計4基、吊り掛け式で装架する。歯数比は62:24=2.58である。

### 制御器
制御器は総括制御対応の間接式で、電力回生制動機能を備えたドイツ・AEG社製のAUR制御器を搭載する。
AUR制御器は力行時に直巻接続となっている主電動機の電機子と界磁を、制動時に回路を切り替えて分巻接続とすることで回生制動を実現する回路構成である。この方式は構造が単純で回生効率はそれほど高くはないが、回生制動失効時にはそのまま発電ブレーキに切り替わるという、山岳線区での使用に好適な特性を備えていた。これにより、本形式は日本初の電力回生ブレーキ搭載車両となった。
なお、この制御器は後に東洋電機製造の手によってAUR-11・17として国産化され、これらは以後高野線山岳区間用車の標準制御器として21000系ズームカーの増備が進むまで、長く重用されることとなった。

### 台車
台車は軸ばね式の汽車製造BW54-18Lで、これは型番が示すように本来は低速な路面電車用として設計された、ボールドウィンL形台車の設計を基本とする模倣品の一つである。もっとも、これは山岳線用というその使用目的から、高野山電気鉄道の親会社であった南海鉄道の電5形などに採用されたJ.G.ブリル社製Brill 77E2に類似の構造を備えた台車があえて求められ、特に設計されたものである。オリジナルとなった電5形用のBrill 77E2は曲線通過時の左右の枕ばねの不等沈下などに配慮して中央のボルスタ部を強化し、側受の間隔を最大限拡幅、これに合わせてBrill77E系標準のトラニオンを省略するなど曲線の続く勾配線区間での使用に備えて設計されたものであり、枕ばねの板ばね枚数を通常より多い10枚構成としていたことと合わせ、これは後に同車が充当された支線区運用においては明らかに過剰な装備であった。
汽車製造BW54-18Lの設計は、ボールドウィンL形台車ベースながらその対抗機種であり、お手本ともなったBrill 77E2の特色を色濃く受け継いでおり、その基本的な構成はほぼ一致していた。しかしながら、これらの台車はいずれも原設計が本来低床・低速の路面電車用として開発されたものであって高速運転には全く適さず、特に本形式が装着したものは、架線電圧降圧とこれに伴う難波乗り入れの開始後に平坦線走行時の動揺が著しいことが指摘された。このため、1937年に全車とも汽車製造K-16Aを新製の上で交換され、旧台車は一旦汽車製造に戻された後、川崎車輌と木南車輌製造に転売され、そこから京福福井支社・武蔵野・静岡の各社へ納入された。新たに用意されたK-16Aは、従来モハ1201形などにも大量採用されていた、当時の南海鉄道の標準台車の一つである。それが極楽橋直通に何ら問題なく使用された、という事実が示す通り、電5形計画時の南海鉄道および本形式設計時における高野山電気鉄道の技術陣による急勾配区間に対する配慮は、結果的には杞憂であったということになる。

### ブレーキ
制御器による回生制動を補完する空気ブレーキは、クノール社製のAMF自動空気ブレーキが採用された。
この時代はブレーキの電空同期機構が開発されておらず、ある程度までマスコン操作による回生/発電ブレーキで減速した後、マスコンのノッチを戻し、これとほぼ同じタイミングでブレーキ弁を操作して空気ブレーキで停車する、という職人芸めいた煩雑な操作を行う必要があり、一般の電気鉄道各社では乗務員から嫌われて非常時以外は空制のみを使用する例が多く見られた。
しかし、50‰前後の急勾配区間が連続する高野山電気鉄道の場合、焼き嵌めタイヤが一般に使用されていた当時の状況では、エアブレーキのみの常用はブレーキシューの発熱によるタイヤ弛緩、ひいては脱線事故の原因となる恐れがあった。また、補助空気溜の空気圧低下による制動能力不足が発生する恐れもあったことから空制の連続使用は保安上禁止せざるを得ず、この手動によるブレーキの電空切り替えを恒常的に行わざるを得ない状況にあった。
だが、そうした困難を乗り越えての本形式による回生制動常用の成功は近隣の私鉄各社にも少なからず影響を与え、青山峠越えの連続下り勾配を擁する参宮急行電鉄での抑速電制常用、京阪50型におけるより効率の高い複巻式モーターによる回生ブレーキシステムの実用化、大阪市電気局100形以降での電制常用、そして阪和電気鉄道と東洋電機製造のコンビによってAUR制御器の回路構成を改良して開発された、直巻式電動機による高速電車用電力回生ブレーキシステムの実用化、と煩雑な操作を要求される電空併用操作の常用化に踏み切る企業が本形式の就役開始後、戦前の関西圏に相次いで出現することとなった。
なお、本形式の場合は、さらに急勾配区間での非常用として電磁軌条ブレーキも装備して万全を期していた。また、ブレーキに空気圧を供給する空気圧縮機はブレーキと同じクノール社製の2段圧縮式のものであった。

## 600V専用車への改造
概要に記したとおり、1932年に600V専用車への改造が行われた。主電動機・制御器・空気ブレーキ・空気圧縮機は変更されなかったが電圧降圧により主電動機の端子電圧が600Vに降圧され、これにより1時間定格出力も42kWとなった。また、この際電磁軌条ブレーキは撤去された。台車は当初そのままであったが、前述の通り1937年にK-16Aに交換された。

## 変遷

### 高野山電気鉄道在籍時
新造時は高野下以南の自社線内のみの運行であったが、南海鉄道への乗り入れ開始後は難波 - 極楽橋間の直通運転（通称「大運転」）の主力となった。1943年に南海鉄道の堺東車庫の火災でデ101が全焼したが、焼け残った構体を利用して復旧された。ただし、資材不足の時期であったことから半鋼製車体、片隅式運転台、ヘッドライト1個となった。このほか戦時中にデ105・107が正面衝突により破損して走行不能となる、といったトラブルが発生したが、全車戦災に遭うことなく戦時を乗り切った。
この間1944年に南海鉄道が戦時統合により近畿日本鉄道（近鉄）の難波営業局となっていたが、高野山電気鉄道は統合の対象外であったため相互乗り入れの相手社名が変わっただけであった。終戦時は相互乗り入れは縮小され、近鉄の橋本駅 - 極楽橋駅間の折り返し運転に使用されていた。
戦後になって1946年にデ103・104の2両が難波営業局の車両不足を理由として近鉄に移籍し、モハ561形561・562（いずれも初代）となった。この形式は南海鉄道時代以来の搭載主電動機出力を冠する形式命名ルールに従って与えられたものであった。これら2両は1947年6月に南海と近鉄が分離することとなったため、帳簿上の処理を簡素化すべく、事前に高野山電気鉄道に復籍、旧車番に戻された。南海と近鉄の分離にあたり、その準備として1947年3月に高野山電気鉄道は南海電気鉄道と社名変更したためこの時点でデ101形・デニ501形とも南海所属となったことになるが、実態としては同年6月に南海電気鉄道が近鉄から難波営業局所属路線を譲渡された時点で両形式とも高野山電気鉄道から南海に引き継がれたといえよう。

### 更新修繕まで
南海に引き継がれ高野線所属となってからもしばらく両形式とも以前の形式のままであったが、1949年にデ101形のみモハ561形に改められた。
1951年に天見駅 - 紀見峠駅間の紀見トンネル内でデニ502が絶縁不良などが原因で発火・焼失する事故があり、同車は1954年に電動貨車のデワ2001として復旧した。この事故を契機として、1956年に残った9両に屋根に絶縁用ルーフィング工事を行い、合わせてヘッドライトを貫通路上の1個のみに改めた。これは2個のヘッドライトが直列回路でつながれており、いずれか1個が切れただけで2個とも切れてしまうためであった。
また1953年には自動空気ブレーキをM三動弁を使用するAMMブレーキに変更した。その他、変更時期は不明であるが2段圧縮式の空気圧縮機も通常形の1段圧縮のものに取り替えられている。運用面では、難波直通列車は大出力電動機を装備し、より高性能なモハ1251形に譲り、足が遅く同形式と共通運用に充当できない本形式は旧・高野山電気鉄道線そのものである高野下 - 極楽橋間の区間運転用とされた。

### 更新修繕・終焉
1963年から1964年にかけて9両全車とも更新修繕を施工された。制御器が廃車となった木造車からの発生品であるゼネラル・エレクトリック製PC-14-Aに変更されて電力回生ブレーキが使用不能となり、高野下以南の急勾配区間への入線が不可能となった。また外板張り替えが実施されたため、車体からリベットがなくなり外観の印象が変わった。
デニ501形で唯一残っていたデニ501については荷物室を撤去してモハ561形に編入、既存車の続番としてモハ569と付番されたが、荷物室のあった難波方の非貫通運転台はそのままであった。以後は9両とも（通称）汐見橋線の汐見橋駅 - 住吉東駅間の折り返し列車専用となった。
しかし、本形式は南海の標準形車両ではないことから、モハ1501形に続いて淘汰の対象となった。
モハ561・564・565・567・568は1968年から1969年にかけて老朽廃車、566は1968年に天下茶屋駅構内で11001系電車と正面衝突して破損し翌年廃車、563は1968年に電動貨車であるデワ2002に改造され社用品輸送に使用されたが、これも1971年に自動車輸送に切り替えられたため用途を失い、デニ502の復旧車であるデワ2001は高野線の郵便・手荷物輸送に従事していたが、1971年に高野線の郵便・手荷物輸送が廃止になったため、前述のデワ2002とともに1972年に廃車となった。
モハ561形で最後まで南海に残された562・569の2両は1969年に水間鉄道に譲渡され同社のモハ364形364・365となった。水間鉄道での使用期間は短く、南海からのモハ1201形の貸与（のち譲渡）に伴いわずか数年で廃車となっている。
全車とも廃車後解体処分されたため、電力回生ブレーキの実用化で日本の鉄道技術史上において重要な役割を果たした車両であったにもかかわらず、保存車は1両も存在しない。